# Janja (ime)
Janja je žensko osebno ime.

## Izvor imena
Ime Janja izhaja tako kot ime Neža iz latinskega imena Agnes. Nastalo je verjetno prek oblike Jagna, torej z dodatnim začetnim J-, soglasniški sklop -gn-pa se je glasovno poenostavil v -nj-.

## Pogostost imena
Po podatkih Statističnega urada Republike Slovenije je bilo na dan 31. decembra 2007 v Sloveniji število ženskih oseb z imenom Janja: 5.024. Med vsemi ženskimi imeni pa je ime Janja po pogostosti uporabe uvrščeno na 56. mesto.

## Osebni praznik
V koledarju je ime Janja uvrščeno k imenu Neža.